# 대성계전
대성계전 주식회사(大成計電 株式會社)는 대성그룹 계열의 계측기기 전문 제조 기업으로, 계열사 중 유일하게 개신교계 기업이다.

## 역사 및 현황
- 1987년: 회사 설립